# Gare de Dourdan - La Forêt
Gare de Dourdan - La Forêt vasútállomás és RER állomás Franciaországban, Dourdan településen.

## Vasútvonalak
Az állomást az alábbi vasútvonalak érintik:
- Párizs-Tours-vasútvonal

## Kapcsolódó állomások
A vasútállomáshoz az alábbi állomások vannak a legközelebb:
- Gare d’Auneau (Gare de La Membrolle-sur-Choisille, Párizs-Tours-vasútvonal)
- Gare de Dourdan (Gare de Brétigny, Párizs-Tours-vasútvonal)
- Gare de Dourdan (Gare de Saint-Quentin-en-Yvelines - Montigny-le-Bretonneux, RER C)

## Lásd még
- Franciaország vasútállomásainak listája
- A RER állomásainak listája